# Движение за свободную чеканку серебряных монет
Движение за свободную чеканку серебряных монет (англ. Free silver, Silverites) — политическое движение, существовавшее в США в конце XIX века.

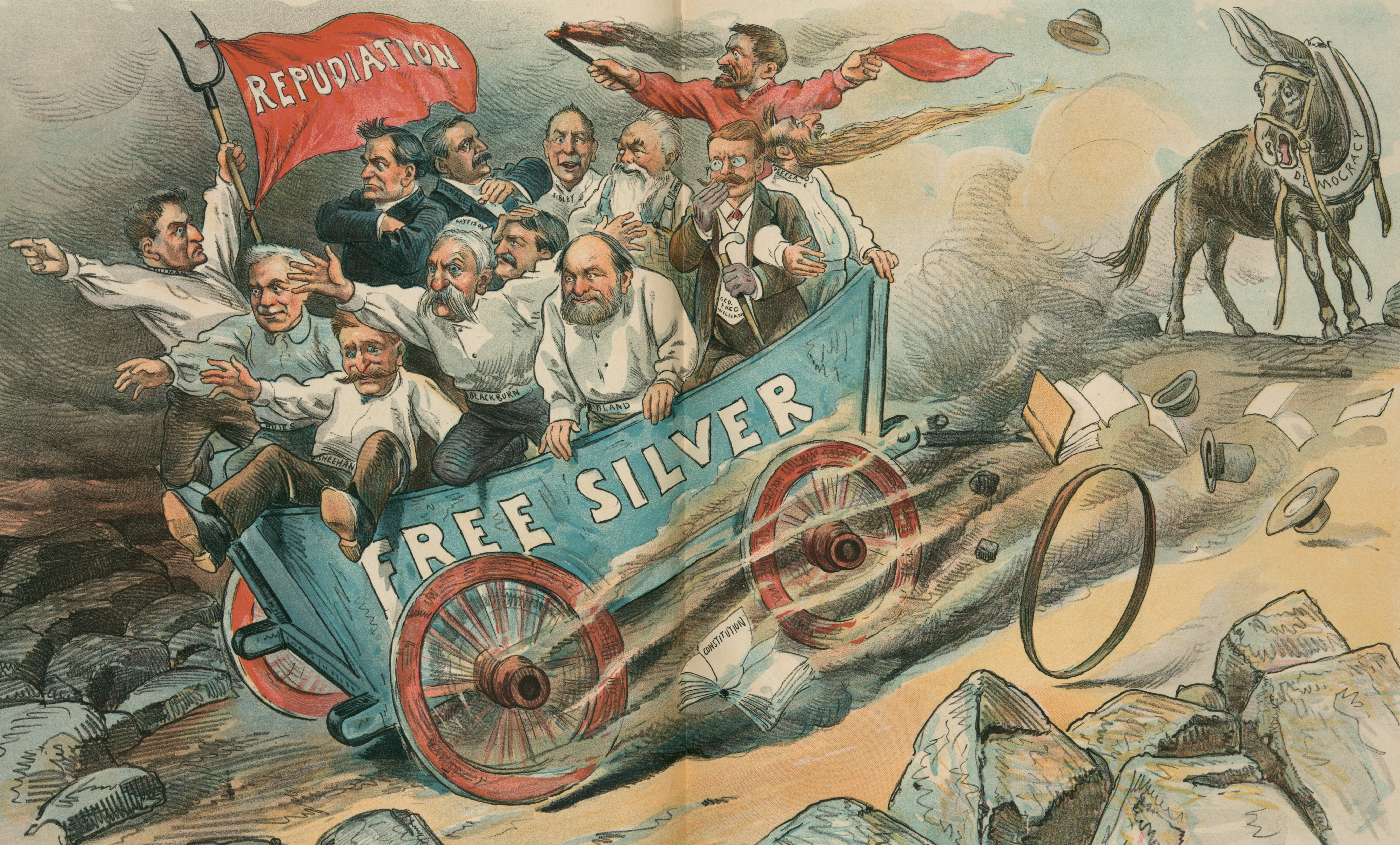
Карикатура на сторонников свободной чеканки серебряных монет 1896 года

В 1873 году был принят закон, по которому серебро предназначалось лишь для чеканки мелкой разменной монеты. Этот закон фактически вводил золотомонетный стандарт. Противники этого закона стали называть его «преступлением 1873 года». 
В 1875 году были изъяты из обращения необеспеченные бумажные доллары, известные как гринбеки, что привело к появлению движения в защиту бумажных денег, ставшего известным как движение гринбекеров.
Противниками золотого стандарта были прежде всего фермеры, которые считали, что падение цен на сельскохозяйственную продукцию связано с уменьшением количества денег, находящихся в обращении. Поэтому они выступали за увеличение денежной массы. Кроме того, в конце 1870-х годов на Западе США были найдены серебряные месторождения, и их владельцы поддержали фермеров в борьбе за «дешёвые деньги».
Сторонникам «дешевых денег» удалось в 1878 году добиться издания Закона Бланда - Эллисона, который обязывал государство покупать серебро на сумму от двух до четырех миллионов долларов в месяц и чеканить из него долларовые монеты (они стали известны как Моргановский доллар).
Но этот закон не мог удовлетворить сторонников «дешёвых денег», тем более, что приобретение государством серебра было ограниченным.
В 1890 году был принят Закон Шермана, который предусматривал покупку государством 4500 тысяч унций серебра в месяц по цене и выпуск для его оплаты специальных казначейских билетов. Но уже в 1893 году этот закон был отменён.
В 1892 году была учреждена Народная партия США («популисты»), программа которой декларировала необходимость свободной и неограниченной чеканки серебряных денег в пропорции 16:1 по отношению к золотым и увеличения денежных средств, находящихся в обращении, не менее чем на 50%. Свободная чеканка серебряных денег означала, что любой собственник серебряных слитков мог бы требовать от монетного двора США чеканки из них серебряных монет.
Затем, во время президентской избирательной кампании 1896 года, на которых кандидатом от Демократической партии был Уильям Дженнингс Брайан, требование «дешёвых денег» стало частью программы демократов. Выдвинув это требование, демократы смогли вытеснить популистов с политической сцены.